# Caenotropus labyrinthicus
Caenotropus labyrinthicus és una espècie de peix de la família dels quilodòntids i de l'ordre dels caraciformes.

## Morfologia
- Els mascles poden assolir 15,2 cm de longitud total.
- Nombre de vèrtebres: 31-33.[4][5]

## Hàbitat
És un peix d'aigua dolça i de clima tropical (24 °C-27 °C).

## Distribució geogràfica
Es troba a Sud-amèrica: rius Amazones, Orinoco, Rupununi, Surinam, Saramacca i Parnaíba.